# Mizukagami
El Mizukagami (水鏡, "El Espejo de Agua") es un rekishi monogatari. Se cree que se escribió en el período Kamakura temprano alrededor del 1195. Se le atribuye ampliamente a Nakayama Tadachika, pero el escritor real es desconocido. Es el tercer libro de las cuatro series espejo.
Trata con el período de tiempo más antiguo, comenzando con el legendario Emperador Jimmu y terminando con el Emperador Ninmyō. Lo cuenta una anciana ficticia que recibe la visita de un bhikkhu mientras se hospeda en Hase-dera. Todos los hechos ocurren en el Fusō Ryakki (扶桑略記, Breve historia de Fusang) de 1150 por Kōen, el maestro de Hōnen.
En su marco moderno, Mizukagami se refiere a la piscina reflexiva en los jardines japoneses, en la que se pueden ver cosas como puentes y sakura (flores de cerezo) en su reflejo.